# Raci
Segons la mitologia grega, Raci (en grec 'ΡάΚιος) és un cretenc, fill de Lebes, que es va casar amb Manto, i li va donar un fill: l'endeví Mopsos.
Va emigrar de Creta a Colofó, a l'Àsia Menor, i allí va trobar Manto, la qual, per ordre d'Apol·lo, havia abandonat Tebes després que la ciutat hagués caigut en mans dels Epígons. A més de Mopsos, se li atribueix una filla, Pamfília, l'heroïna que va donar nom al país homònim.